# Jamaikanische Badmintonmeisterschaft 2021
Die Jamaikanische Badmintonmeisterschaft 2021 fand vom 10. bis zum 12. Dezember 2021 im GC Foster College in Spanish Town statt. 

## Sieger und Finalisten
| Disziplin    | Gold                             | Silber                         |
| ------------ | -------------------------------- | ------------------------------ |
| Herreneinzel | Samuel Ricketts                  | Matthew Lee                    |
| Dameneinzel  | Katherine Wynter                 | Breanna Bisnott                |
| Herrendoppel | Matthew Lee Joel Angus           | Albert Myles Garron Palmer     |
| Damendoppel  | Katherine Wynter Breanna Bisnott | Rihanna Rust Mikaelah Mustafaa |
| Mixed        | Matthew Lee Katherine Wynter     | Garron Palmer Breanna Bisnott  |